# Joseph Pitton de Tournefort
Joseph Pitton de Tournefort (Aix-en-Provence, 5 de junho de 1656 — Paris, 28 de dezembro de 1708). foi um botânico francês, notável como o primeiro a fazer uma definição clara do conceito de gênero para as plantas. O botânico Charles Plumier foi seu aluno e o acompanhou em suas viagens.

## Vida

Jornadas de pesquisa de Tournefort

Tournefort nasceu em Aix-en-Provence e estudou no convento jesuíta de lá. A intenção era que ele entrasse na Igreja, mas a morte de seu pai permitiu-lhe seguir seu interesse pela botânica. Depois de dois anos colecionando, ele estudou medicina em Montpellier, mas foi nomeado professor de botânica no Jardin des Plantes em Paris em 1683. Durante esse tempo, ele viajou pela Europa Ocidental, particularmente os Pirenéus, onde fez extensas coleções.
Entre 1700 e 1702  viajou pelas ilhas da Grécia e visitou Constantinopla, as fronteiras do Mar Negro, Armênia e Geórgia, coletando plantas e realizando outros tipos de observações. Ele estava acompanhado pelo botânico alemão Andreas Gundelsheimer (1668–1715) e pelo artista Claude Aubriet (1651–1742). Sua descrição dessa viagem foi publicada postumamente (Relation d'un voyage du Levant), ele mesmo tendo sido morto por uma carruagem em Paris; a estrada em que ele morreu agora leva seu nome (Rue de Tournefort no 5.º arrondissemen).

## Trabalho
A obra principal de Tournefort foi Eléments de botanique, ou Méthode pour reconnaître les Plantes de 1694 (a tradução latina de Institutiones rei herbariae foi publicada duas vezes em 1700 e 1719). O artista principal foi Claude Aubriet, que mais tarde se tornou o artista principal no Jardin des Plantes. A classificação seguida foi completamente artificial e negligenciou algumas divisões importantes estabelecidas por botânicos anteriores, como a separação de John Ray dos fanerogâmicos dos criptogramas e sua divisão das plantas com flores em monocotiledôneas e dicotiledôneas. No geral, foi um retrocesso na sistemática, ainda assim, o texto foi escrito com tanta clareza e bem estruturado, e continha tantas informações valiosas sobre espécies individuais, que se tornou popular entre os botânicos, e quase todas as classificações publicadas nos próximos cinquenta anos foram baseadas nele.
Tournefort é frequentemente considerado o primeiro a fazer uma distinção clara entre gênero e espécie. Embora ele realmente tenha agrupado as 7 000 espécies de plantas que descreveu em cerca de 700 gêneros, isso não era particularmente original. Os conceitos de gênero e espécie foram definidos já no século XVI, e Kaspar Bauhin em particular distinguiu gêneros e espécies de forma consistente. Augustus Quirinus Rivinus tinha até mesmo defendido o uso da nomenclatura binária pouco antes do trabalho de Tournefort ser publicado.
A palavra "herbário" também parece ter sido uma invenção de Tournefort; anteriormente, os herbários eram chamados por vários nomes, como Hortus siccus.
Sua coleção de herbário de 6 963 espécimes estava armazenada em Paris, no Jardin du Roi. Agora faz parte do Muséum national d'histoire naturelle.

## Lista de publicações selecionadas
- Tournefort, Joseph Pitton de (1694). Éléments de botanique ou methode pour connaître les plantes (Élémens de botanique ou methode pour connoître les plantes) (em francês). Paris: Imprimerie Royale, trans. as
  - Tournefort, Joseph Pitton de (1719) [1700]. Josephi Pitton Tournefort Aquisextiensis, doctoris medici Parisiensis, Academiae regiae scientiarum socii, et in horto regio botanices professoris, Institutiones rei herbariae (em latim). I. Paris: Typographia regia
  - Tournefort, Joseph Pitton de (1719) [1700]. Josephi Pitton Tournefort Aquisextiensis, doctoris medici Parisiensis, Academiae regiae scientiarum socii, et in horto regio botanices professoris, Institutiones rei herbariae (em latim). II. Paris: Typographia regia
- Histoire des plantes qui naissent aux environs de Paris, 1698
- Relation d'un voyage du Levant, 1717
- Traité de la matière médicale, 1717